# Сборная Мальты по футболу (до 21 года)
Сборная Мальты по футболу до 21 года представляет Мальту на молодёжных соревнованиях по футболу в зоне УЕФА, а также на любительских международных турнирах. На чемпионаты Европы не выходила ни разу, однако известно об участии мальтийской сборной на международном турнире молодёжных команд в Ливии (1978 год). Там была одержана крупнейшая победа сборной над сирийцами со счётом 3:0. Официальным спонсором команды и предоставителем экипировки является итальянская компания Diadora.

## Особенности сборной
Игроки в основном представляют внутренний чемпионат. Некоторые из футболистов выступают в слабейших клубах Англии или Италии. Игроки, сыгравшие в молодёжной сборной Мальты, имеют право выбора между официальной сборной Мальты и непризнанной сборной острова Гозо.